# Orion (Satellit)
Orion, auch bekannt als Mentor oder Advanced Orion, ist eine Klasse von Spionagesatelliten zur Fernmeldeaufklärung der USA. Sie werden vom National Reconnaissance Office betrieben und wurden mit Hilfe der CIA entwickelt. Seit 1995 wurden acht Satelliten von Cape Canaveral auf Titan-IV- oder Delta-IV-Raketen in die Umlaufbahn gebracht. Diese Satelliten sammeln Funksignale aus der geostationären Umlaufbahn und ersetzen den älteren Verbund der Magnum-Satelliten. Beobachter schätzen die Masse auf etwa 5200 kg. Außerdem haben die Satelliten eine äußerst große Reflektorschüssel von etwa 100 m im Durchmesser. USA 223, der fünfte Satellit der Reihe, ist laut NRO-Direktor Bruce Carlson „(...) der größte Satellit der Welt“. Es wird angenommen, dass sich dies auf den Durchmesser des Antennenreflektors, der 100 m überschreiten könnte, bezieht. Der Auftrag und die Fähigkeiten dieser Satelliten sind streng geheim. Frühere Satelliten mit ähnlichem Auftrag, die Rhyolite/Aquacade-Reihe, wurden von TRW gefertigt. Der Hersteller der Orion-Satelliten ist nicht bekannt.

## Satellitenliste
| Name    | COSPAR-Bezeichnung SATCAT № | Startdatum (UTC)           | Trägerrakete   | Startplatz    | Startname | Längengrad                             | Anmerkungen |
| ------- | --------------------------- | -------------------------- | -------------- | ------------- | --------- | -------------------------------------- | ----------- |
| USA 110 | 1995-022A 23567             | 14. Mai 1995 13:45:01      | Titan IV(401)A | CCAFS LC-40   | N/A       | 127° Ost                               |             |
| USA 139 | 1998-029A 25336             | 9. Mai 1998 01:38:01       | Titan IV(401)B | CCAFS LC-40   | NROL-6    | 44° Ost (1998–2009) 14,5° West (2009–) |             |
| USA 171 | 2003-041A 27937             | 9. September 2003 04:29:00 | Titan IV(401)B | CCAFS LC-40   | NROL-19   | 95,5° Ost                              |             |
| USA 202 | 2009-001A 33490             | 18. Januar 2009 02:47      | Delta IV Heavy | CCAFS LC-37B  | NROL-26   | 44° Ost                                |             |
| USA 223 | 2010-063A 37232             | 21. November 2010 22:58:00 | Delta IV Heavy | CCAFS LC-37B  | NROL-32   | 100,9° Ost                             |             |
| USA 237 | 2012-034A 38528             | 29. Juni 2012 13:15        | Delta IV Heavy | CCAFS LC-37B  | NROL-15   | [ 6 ]                                  |             |
| USA 268 | 2016-036A 41584             | 11. Juni 2016 17:51        | Delta IV Heavy | CCAFS LC-37B  | NROL-37   | [ 6 ]                                  |             |
| USA 311 | 2020-095A 47237             | 11. Dezember 2020 01:09    | Delta IV Heavy | CCAFS LC-37B  | NROL-44   | 51° Ost                                |             |
| USA 345 | 2023-089A 57099             | 22. Juni 2023 09:18        | Delta IV Heavy | CCSFS SLC-37B | NROL-68   |                                        |             |